# Мейер, Якоб
Якоб Мейер (нидерл. Jacob Meijer, 20 апреля 1905 — 2 декабря 1943) — нидерландский велогонщик, призёр Олимпийских игр, чемпион мира.

## Биография
Родился в 1905 году в Амстердаме. В 1924 году на Олимпийских играх в Париже завоевал серебряную медаль в спринте. В 1925 году выиграл чемпионат мира среди любителей. Затем перешёл в профессионалы, в 1926—1932 годах шесть раз занимал призовые места различных турниров. В 1943 году погиб в автокатастрофе.